# Valdese
Valdese est une ville américaine située dans le comté de Burke en Caroline du Nord. En 2010 sa population était de 4 490 habitants. Elle a été historiquement de langue occitane, ayant été fondée par des vaudois occitanophones.

## Démographie
| 1930  | 1940  | 1950  | 1960  | 1970  | 1980  |
| ----- | ----- | ----- | ----- | ----- | ----- |
| 1 816 | 2 615 | 2 730 | 2 941 | 3 182 | 3 364 |

| 1990  | 2000  | 2010  | - | - | - |
| ----- | ----- | ----- | - | - | - |
| 3 914 | 4 485 | 4 490 | - | - | - |